# Norrköpingskvartetten
Norrköpingskvartetten var en stråkkvartett verksam 1934–1975, med medlemmar ur Norrköpings symfoniorkester. 
Deltagarna skiftade genom åren. Förstecellisten Tore Kyndel var den ende som deltog under alla år. Primarie sedan 1956 och till 1975 var förste konsertmästare George Raymond. Kvartetten koncentrerade sig på svensk och modern musik av bland andra Hilding Rosenberg. Man fick även stå för det första svenska framförandet av en stråkkvartett av György Ligeti. Även sedvanlig klassisk repertoar framfördes. Man turnerade landet runt med Rikskonserter, vars stipendier man vid flera tillfällen erhöll. Även en turné i DDR genomfördes. Kvartetten har framträdde bland annat i Grünewaldsalen i Stockholms konserthus, i Göteborgs konserthus och på Dramaten. Man har gjort åtskilliga upptagningar för Sveriges Radio.

## Kvartettens sammansättning under årens lopp
Artisterna nämns i denna ordning: Violin 1, Violin 2, Viola, Violoncell.
- 1934–1938: Torleif Wellström, Harald Värbrand, Olle Hylbom, Tore Kyndel.
- Omkring 1941: Gösta Kröhn, Harald Värbrand, Heinz Freudenthal, Tore Kyndel.
- Från 1956: George Raymond, Sierold Landström, Rudolf Rucker, Tore Kyndel.
- 1958: George Raymond, Sierold Landström, Ivan Kassow, Tore Kyndel.
- 1961: George Raymond, Thure Eriksson, Rudolf Rucker, Tore Kyndel.
- 1965–1969: George Raymond, Dag Styrenius, Ivan Kassow, Tore Kyndel.
- 1969–1972: George Raymond, Dag Styrenius, Alois Kempny, Tore Kyndel.
- 1972–1975: George Raymond, Sierold Landström, Alois Kempny, Tore Kyndel.

## Diskografi
- Hans Eklund: Stråkkvartett nr 3 (Swedish Society Discofil). LP C70-0203/CD SCD 1038.
- Erik Gustaf Geijer: String quartet No. 2 B flat Major. Andreas Randel: String Quartet F Minor. Sterling CDA 1829-2.